# Transzkaukázusi rubel
A transzkaukázusi rubel (oroszul: рубль, örményül: ռուբլի), manát (azeriül: منات) vagy maneti (grúzul: მანეთი) Transzkaukázia, majd a Kaukázusontúli SZSZSZK pénzneme volt 1918-ban, valamint 1922 és 1924 között.

## Történelme[2][3]

### Első rubel
1918-ban, a függetlenség után Transzkaukázia új bankjegyeket bocsátott ki 1, 3, 5, 10, 50, 100 és 250 rubel értékben. Ezen bankjegyek értéke megegyezett az orosz rubel értékével. A bankjegyeken orosz, azeri, grúz és örmény feliratok szerepeltek.
1919 és 1922 között Azerbajdzsán, Grúzia és Örményország saját pénzeket bocsátottak ki, az azeri, grúz és örmény rubeleket, amelyek 1:1 arányban váltották fel a transzkaukázusi rubelt.

### Második rubel
1922-ben ismét egyesült a három ország, és az így keletkezett Transzkaukázia új bankjegyeket bocsátott ki 1923-as dátummal, 1000, 5000, 10 000, 25 000, 50 000, 100 000, 250 000, 500 000, valamint 1, 5 és 10 millió rubel értékben, majd 1924-ben 25, 50, 75, 100 és 250 millió, valamint 1 és 10 milliárd rubel névértékkel. Ugyanebben az évben bevonatták az összes helyi pénzt a Szovjetunióban, és ugyanolyan értékű rubelekkel helyettesítették őket.

## Bankjegyek[4]

### Második sorozat (1923)
| Előlap | Hátlap | Érték      |
| ------ | ------ | ---------- |
|        |        | 1000       |
|        |        | 5000       |
|        |        | 10 000     |
|        |        | 25 000     |
|        |        | 50 000     |
|        |        | 100 000    |
|        |        | 250 000    |
|        |        | 500 000    |
|        |        | 1 000 000  |
|        |        | 5 000 000  |
|        |        | 10 000 000 |

### Harmadik sorozat (1924)
| Előlap | Hátlap | Érték          |
| ------ | ------ | -------------- |
|        |        | 25 000 000     |
|        |        | 50 000 000     |
|        |        | 75 000 000     |
|        |        | 100 000 000    |
|        |        | 250 000 000    |
|        |        | 1 000 000 000  |
|        |        | 10 000 000 000 |